# Gastone De Zuccoli
Gastone De Zuccoli (Trieste, 7 ottobre 1887 – Trieste, 20 novembre 1958) è stato un organista e compositore italiano.

## Biografia
Introdotto sin da bambino allo studio del pianoforte per iniziativa della madre, musicista, ben presto si dedica all'organo. Nel 1907 si diploma in organo e composizione organistica presso il Conservatorio di Parma avendo come Maestro Arnaldo Galliera.
Tornato a Trieste insegna organo e pianoforte presso il Conservatorio cittadino. Dal 1911 al 1925 è organista presso la sinagoga di Trieste e quindi, sino al 1938, della cattedrale di San Giusto. Successivamente è nominato, per un solo anno, direttore della Cappella Marciana di Venezia.
Oltre che rinomato concertista, fu anche valente, quanto ingiustamente poco conosciuto, compositore di musica sia sacra che sinfonica e cameristica. Da segnalare la Messa Francescana, i due poemi sinfonici La notte di Getsemani e Autunno e la Dionisiaca per pianoforte.